# Giao lộ Seoun
Giao lộ Seoun (Tiếng Hàn: 서운 분기점, 서운JC, Hanja: 瑞雲分岐點) còn được gọi là Seoun JC là giao lộ giữa Đường cao tốc vành đai 1 vùng thủ đô và Đường cao tốc Gyeongin tại Seoun-dong, Gyeyang-gu và Samsan 1-dong, Bupyeong-gu, Incheon và Samjeong-dong, Bucheon-si, Gyeonggi-do.
Ban đầu, vào ngày 26 tháng 9 năm 1989, Nút giao thông Samjeong được xây dựng như một biện pháp giao thông sau sự phát triển của Khu đô thị mới  Jungdong, nhưng với việc công bố kế hoạch xây dựng Đường cao tốc vành đai ngoài Seoul, việc xây dựng nút giao thông đã được dừng lại và chuyển sang giao lộ hiện tại.

## Lịch sử
- 20 tháng 8 năm 1992: Để thiết lập một nút giao thông mới, Trung tâm Quy hoạch Đô thị Bucheon đã công bố khu vực Jungdong ở Nam-gu, Bucheon và Trung tâm Quy hoạch Đô thị Giao thông Incheon đã công bố các khu vực Samsan-dong, Gyesan-dong và Seoun-gu, Buk-gu, Incheon là Giao lộ Seoun[2]
- 24 tháng 7 năm 1998: Hoạt động kinh doanh bắt đầu sau khi khai trương đoạn Jangsu ~ Seoun của Đường cao tốc vành đai Seoul[3]

## Thông tin cấu trúc
Nó mở ra bằng một nhánh ba chiều tổng hợp hình chữ Y và hình loa kèn. Ban đầu, Nút giao thông Samjeong, nối với Songnae-daero, dự kiến được xây dựng tại vị trí đường vào dọc theo Đường cao tốc Gyeongbu như một biện pháp giao thông phù hợp với sự phát triển của Khu đô thị mới Jungdong và việc xây dựng nền móng đã thực sự được thực hiện. Nhưng sau đó, khi quy hoạch tuyến đường cho Đường cao tốc vành đai 1 trong khu vực đô thị được hoàn thiện như hiện nay, việc xây dựng đã bị tạm dừng để lắp đặt một nút giao và được xây dựng lại để trở thành Giao lộ Seoun hiện tại. Tình trạng tắc nghẽn nghiêm trọng như Đường cao tốc Gyeongbu.
- Vị trí: Seoun-dong, Gyeyang-gu và Samsan 1-dong, Bupyeong-gu, Incheon và Samjeong-dong, Bucheon-si, Gyeonggi-do

## Kết nối các tuyến đường

### HướngGoyang・Seongnam
- Đường cao tốc vành đai 1 vùng thủ đô (Số 23)

### Hướng điIncheon・Seoul
- Đường cao tốc Gyeongin (Số 5)